# La Febró
La Febró település Spanyolországban, Tarragona tartományban. La Febró Prades, Tarragona, Capafonts, Vilaplana, Arbolí és Cornudella de Montsant községekkel határos. Lakosainak száma 36 fő (2024).

## Népesség
A település népessége az elmúlt években az alábbi módon változott:
| Lakosok száma | 93   | 317  | 191  | 86   | 43   | 58   | 46   | 40   | 40   | 36   |
|               | 1717 | 1887 | 1936 | 1960 | 1986 | 2004 | 2009 | 2014 | 2019 | 2024 |